# Macronemurus caudatus
Macronemurus caudatus is een insect uit de familie van de mierenleeuwen (Myrmeleontidae), die tot de orde netvleugeligen (Neuroptera) behoort. 
Macronemurus caudatus is voor het eerst wetenschappelijk beschreven door Brauer in 1900.